# Sulzfeld
Sulzfeld é um município da Alemanha, no distrito de Karlsruhe, na região administrativa de Karlsruhe, estado de Baden-Württemberg.

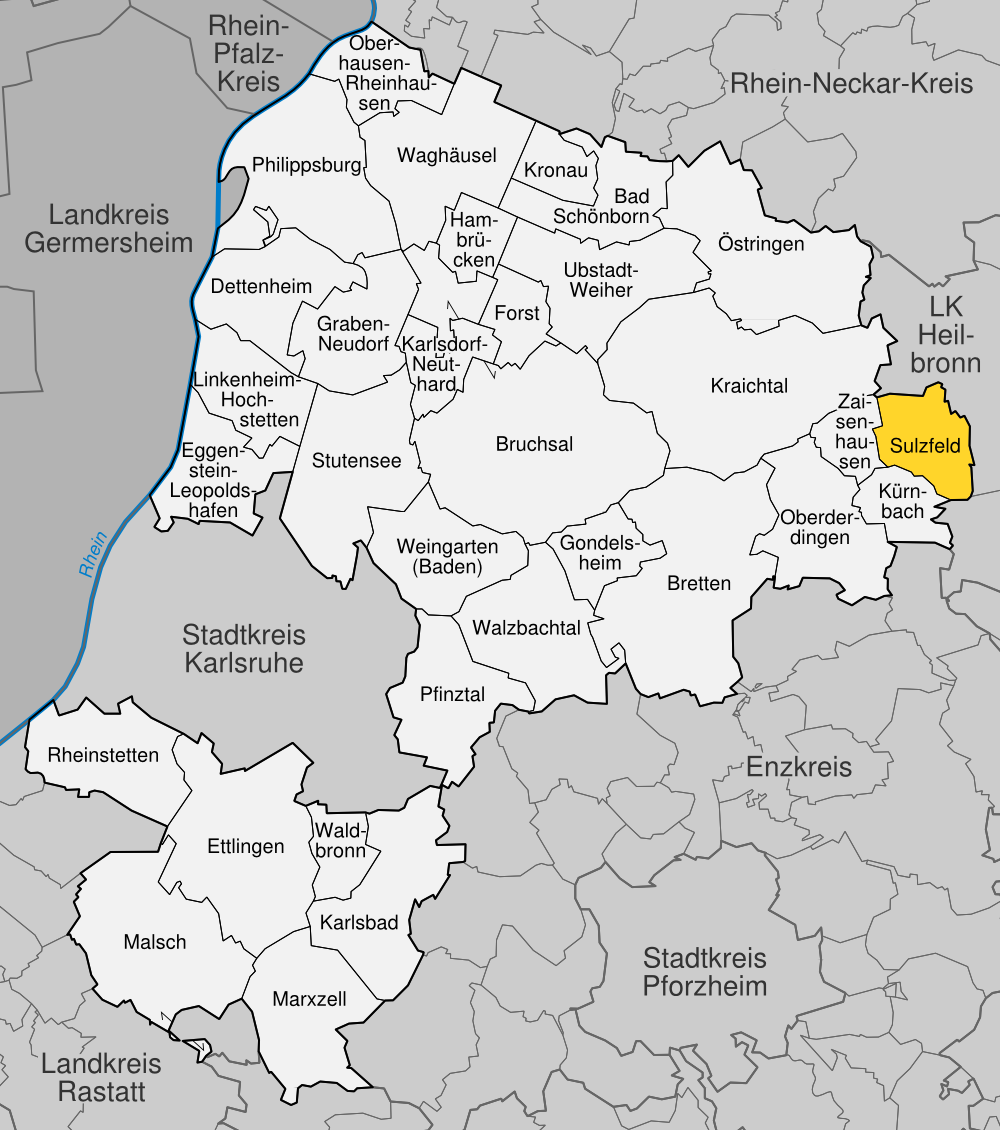
Sulzfeld no distrito de Karlsruhe